# Arab al-Samniyya
Arab al-Samniyya (arabe : عرب السمنية), aussi connu comme Khirbat al-Suwwana, est un  village de Galilée conquis par Israël  et détruit pendant la guerre israélo-arabe de 1948-1949. Il était situé dans le sous-district d'Acre en Palestine mandataire, à 19,5km au nord-est de la cité d'Acre. En 1945, le village avait une population de 200 habitants et une superficie de 187,2 hectares.

## Histoire
Le village était situé sur une colline près de la route joignant Ra's al-Naqura à Safed. Ses habitations étaient en pierre. Un chemin de terre le reliait à la route côtière et de là à Acre. Les villageois cultivaient des céréales, des figues et des olives.
Selon un recensement de 1945, il avait alors une population de 200 habitants musulmans. Sa superficie était de 1872 dounams, dont 174 étaient consacrés aux cultures céréalières et 22 étaient irrigués et plantés de vergers,.

## Destruction

Soldats des forces de défense israéliennes pendant l'opération Hiram, photographiés à Sa'sa', 30 octobre 1948.

Le village a été conquis par la 7e brigade israélienne et la brigade Carmeli le 31 octobre 1948 au cours de l'opération Hiram des forces de défense israéliennes et il a été complètement détruit.
Après la guerre, la région a été incorporée à l'état d'Israël et le moshav de Ya'ara construit en 1950 à l'emplacement de l'ancien village.